# Cypress Grove
Pour les articles homonymes, voir Grove.
Cypress Grove (né le 28 mai 1959) est un musicien anglais, chanteur, auteur, compositeur et producteur. Après avoir obtenu un baccalauréat spécialisé en psychologie à l'University College de Londres, il a décidé de suivre une carrière dans la musique.

## Biographie
Cypress Grove est né à Londres dans une famille ou la musique avait beaucoup d’importance. Son père était un batteur de jazz professionnel qui  joua pendant un moment avec le Chris Barber Band. Grove a appris par son père à jouer de la batterie à un âge précoce, mais à 16 ans, il décida de passer à la guitare.

## Carrière Musicale
À l'âge de 18 ans, il commença à rejoindre un certain nombre de groupe de New Wave et jouait régulièrement en concert. Sa direction musicale se tourna vers le rock alternatif et il a été influencé par des groupes tels que The Birthday Party, The Pop Group, et Einstürzende Neubauten. Cependant, son engouement pour le blues acoustique d'avant-guerre continua à  se développer et le conduit à rencontrer de façon fortuite, Jeffrey Lee Pierce du Gun Club en 1988. Pierce avait une véritable passion pour la musique « roots » de toute nature et ils commencèrent à « jamer » ensemble régulièrement avec des guitares acoustiques dans la chambre de Grove. Pierce invita Grove à collaborer avec lui sur album de musique « roots ». L'album Ramblin Jeffrey Lee et Cypress Grove with Willie Love sorti en 1992,. Cypress et Jeffrey sont ensuite partis en tournée pour l'album à la fois avec un groupe et sous forme de duo acoustique.
En octobre 1994, Pierce et Grove ont été filmés pour le film de Henri-Jean Debon Hard Times Killin Floor Blues. Le film ne sorti quand 2008. Après la mort de Pierce en mars 1996 d'une hémorragie cérébrale, Grove s’installa en France pendant trois ans, voyageant à travers le pays tout entier, jouant divers concerts, des festivals et des sessions de radio.

En 2006, Cypress Grove découvrit une cassette de Pierce et de lui en train de répéter des chansons de Pierce qui étaient encore à l'écriture. Ce sont clairement des travaux en cours, et comme la qualité était jugée trop pauvre pour sortir, Grove commença à enregistrer les chansons correctement en invitant un certain nombre d'amis, collègues et admirateurs de Pierce pour l'aider à les compléter. Cette entreprise est devenue le Jeffrey Lee Pierce Session Project,,,,, un travail qui a pour le moment abouti à trois albums, avec un quatrième et dernier volume à venir,,. Grove a enregistré avec un de nombreux musiciens dont Nick Cave, Debbie Harry,, Chris Stein, Mark Lanegan, Iggy Pop, Isobel Campbell, Thurston Moore, Warren Ellis, The Raveonettes, Crippled Black Phoenix, Mick Harvey, David Eugene Edwards, Hugo Race, Bertrand Cantat, Barry Adamson, Lydia Lunch, Jim Sclavunos, Mark Stewart et James Johnston.
En 2010, Cypress Grove et Lydia Lunch ont décidé de continuer leur collaboration réussie au cours du Jeffrey Lee Pierce Session Project et ont enregistré A Fistful of Desert Blues,,.

## Discographie
- Ramblin' Jeffrey Lee & Cypress Grove With Willie Love avec Ramblin' Jeffrey Lee (Jeffrey Lee Pierce), 1992
- A Fistful of Desert Blues avec Lydia Lunch
- Twin Horses avec Lydia Lunch et Spiritual Front
- Under The Covers avec Lydia Lunch

### The Jeffrey Lee Pierce Sessions Project
- We Are Only Riders, 2009
- The Journey Is Long, 2012
- Axels & Sockets, 2014

## Note
1. ↑  « Ramblin' Jeffrey Lee & Cypress Grove With Willie Love – Ramblin' Jeffrey Lee | Songs, Reviews, Credits, Awards », AllMusic, 27 mars 1992 (consulté le 16 avril 2014)
2. ↑  (it) « Gun Club – Ramblin' Jeffrey Lee Pierce & Cypress Grove with Willie Love | Songs, Reviews, Credits, Awards », Rootshighway
3. ↑  « Jeffrey Lee Pierce », From The Archives (consulté le 16 avril 2014)
4. ↑  « Hard Times Killin' Floor Blues | Film/Documentary », Choses Vues
5. ↑  « Les incantations blues punk de Jeffrey Lee Pierce | Songs, Reviews, Credits, Awards », Le Monde
6. ↑  « We Are Only Riders – The JLP Sessions Project (Glitterhouse) | Songs, Reviews, Credits, Awards », The Independent
7. ↑  « Nick Cave and Blondie's Debbie Harry duet on The Gun Club tribute album | Songs, Reviews, Credits, Awards », NME
8. ↑  « Iggy Pop, Nick Cave, Thurston Moore and Jim Sclavunos play Nobody's City – new music | Songs, Reviews, Credits, Awards », The Guardian
9. ↑  « Glitterhouse Records :: Artists », Label.glitterhouse.com, 30 mars 2012 (consulté le 16 avril 2014)
10. ↑  « Various Artists We Are Only Riders – The Jeffrey Lee Pierce Sessions Project Review | Songs, Reviews, Credits, Awards », BBC
11. ↑  « The Jeffrey Lee Pierce Sessions Project – The Journey Is Long Review | Songs, Reviews, Credits, Awards », BBC
12. ↑  « The Shoebox in the Attic: Jeffrey Lee Pierce and the Last Crusade | Songs, Reviews, Credits, Awards », Exeunt Magazine
13. ↑  « Nick Cave and Blondie's Debbie Harry duet on The Gun Club tribute album | Songs, Reviews, Credits, Awards », Uncut
14. ↑  « Debbie to contribute to new JLP Sessions Project compilation 'Axels & Sockets' | DEBORAH-HARRY [dot] COM | NEWS & UPDATES », Deborah-harry.com (consulté le 16 avril 2014)
15. ↑  « The Jeffrey Lee Pierce Sessions Project », Facebook (consulté le 16 avril 2014)
16. ↑  « A Fistful of Desert Blues CD | Rustblade – Label and Distribution », Rustblade (consulté le 16 avril 2014)
17. ↑  « Lydia Lunch and Cypress Grove – A Fistful of Desert Blues More than just art for art's sake... », About.com
18. ↑  « Lydia Lunch to release acoustic blues album », Regenmag.com, 10 janvier 2014 (consulté le 16 avril 2014)
19. 1 2  « Read Write [Hand]: A Multi-Disciplinary Nick Cave Reader – », Silkworms Ink -
20. ↑  « Gun Club, 24 Histoires pour Jeffrey Lee Pierce – », Camion Blanc -